# Teatro Dino Buzzati
Il Teatro comunale "Dino Buzzati",  è un teatro storico situato nel cuore della città di Belluno, in Veneto. Sito in Piazza Vittorio Emanuele II, adiacente a Piazza dei Martiri, è il principale teatro della città e della Provincia di Belluno.

## Storia

### Le origini

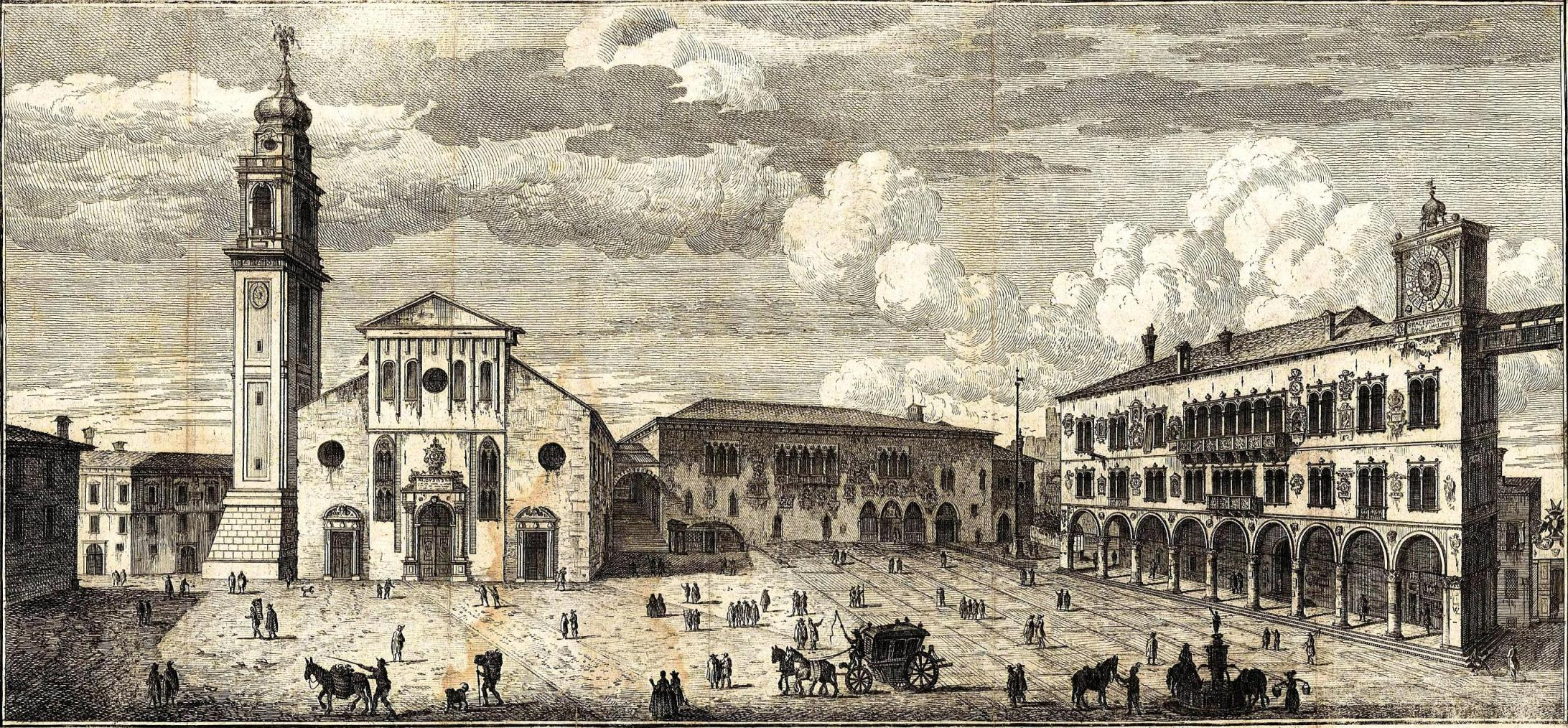
Piazza Duomo, stampa di Tommaso Salmon del 1750, in cui si può notare l'antico palazzo del governo cittadino detto la Caminada, oggi perduto

Già nel Seicento esisteva a Belluno un teatro di ridotte proporzioni; era situato al secondo piano del Palazzo del Consiglio dei Nobili, detto la Caminada, nella Piazza Duomo, in una sala destinata, nei primi tempi, al deposito delle armi. Si trattava del cosiddetto "Teatro della Caminada".
Nel XVIII secolo ne fu ampliata la capienza, tanto che nel 1756 il numero dei posti era considerato ragguardevole per il suo tempo. Gli autori più rappresentati furono Paisiello, Cimarosa, Rossini. Per quelle scene furono composte opere anche dal nobile concittadino e compositore, conte Antonio Miari.
Nel 1816, in seguito alla decisione delle autorità austriache di abbattere la Caminada per costruire al suo posto la nuova sede degli uffici giudiziari, prese corpo l'idea di un teatro più grande e adeguato ai bisogni della città. La scomparsa di questo luogo deputato alle rappresentazioni, e l'evidente necessità di soddisfare la diffusa e crescente domanda di uno spazio sociale ad esse idoneo, accomunarono, sia l'organo pubblico della città che la "Società del Teatro", composta dai proprietari dei palchetti del "Teatro della Caminada", nella volontà di realizzare una struttura adeguata.

### La nascita del teatro

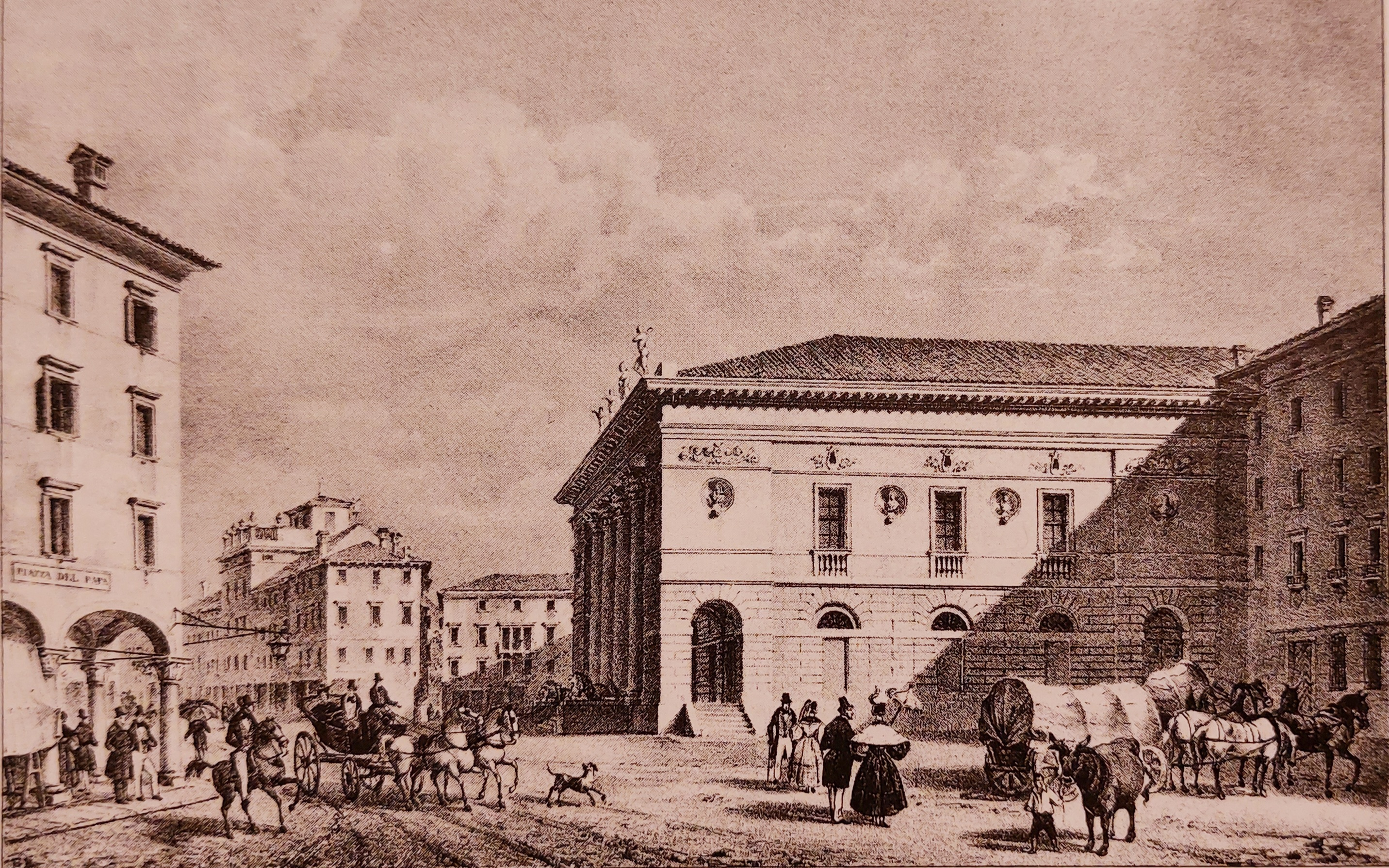
Giovanni Pividor. Stampa in occasione dell'inaugurazione del nuovo Teatro Sociale di Belluno. Si noti sulla sinistra l'indicazione di Piazza del Papa, anziché Campitello (1835)

Nell'agosto del 1832 furono incaricate tre persone per individuare il posto su cui insediare la struttura teatrale e stimare i costi. I nobili Andrea Miari, Cesare Pagani Cesa e Giuseppe Agosti riferirono al Comune le loro considerazioni.
L'area fu individuata a ridosso di Porta Dojona, all'estremità est di Piazza Campitello (all'epoca denominata Piazza del Papa), ove sorgeva il vecchio Fondaco delle Biade, fin dal 1426 il più grande magazzino di derrate alimentari della città. Da tempo in condizioni precarie, ne fu decretata la demolizione per lasciar posto all'edificio da destinarsi a teatro. Inoltre, la decisione di erigere il nuovo teatro in Piazza Campitello fu determinata anche dalla crescente importanza che, proprio in quegli anni, la piazza andava assumendo per la popolazione. Non più quindi solo un luogo di mercato del bestiame, al di fuori delle mura medievali, bensì salotto buono della città, punto di ritrovo della buona borghesia, luogo di aggregazione, di passeggiate, sempre più spesso sfondo di eventi e manifestazioni pubbliche. Non a caso, proprio in quegli anni, sorsero in piazza i due più importanti caffè storici della città, tuttora esistenti. La decisione di creare un nuovo, maestoso teatro in tale luogo manifestava quindi la sempre più convinta volontà dei cittadini di dare importanza e prestigio a quella parte della città considerata da sempre periferica, in quanto esterna alle antiche mura, e pressoché priva di opere o monumenti di rilievo, al contrario delle ben più importanti ed antiche Piazza Duomo e Piazza delle Erbe. In questo modo si andava delineando una sorta di "divisione" in due parti della città che, per certi versi, persiste tuttora: la parte antica, racchiusa nelle mura medievali, sede delle autorità governative, giudiziarie ed ecclesiastiche; e la parte esterna ad esse, con Piazza Campitello che diventava sempre più il cuore pulsante della vita sociale bellunese.
La Congregazione Municipale di Belluno con delibera 7 dicembre 1832, cedeva alla Società del Teatro l'edificio del Fondaco delle Biade affinché nell'area dello stesso venisse costruito il nuovo teatro acconsentendo altresì che nella nuova costruzione potesse essere occupato anche parte del terreno comunale antistante al Fondaco, compresa tra il Campitello e la Piazza della Legna (oggi Piazza Vittorio Emanuele II), chiedendo a riconoscimento del diritto di proprietà al Comune di Belluno, che la Società del Teatro dovesse corrispondere al Comune l'annuo canone di 30 lire austriache.
Ottenuti i fondi necessari, i lavori per il nuovo teatro cominciarono il 12 giugno 1833, su disegno dell'architetto feltrino Giuseppe Segusini, noto per aver progettato una serie di importanti edifici non solo a Belluno ma anche in altre città del Veneto e all'estero: nel 1835 il teatro era finalmente terminato.
L'inaugurazione ebbe luogo il giorno 26 settembre 1835 con la rappresentazione di due opere serie, la "Norma" ed "I Capuleti e i Montecchi" di Vincenzo Bellini, con protagonista la cantante Giulietta Gridi. La serata di inaugurazione fu un trionfo indimenticabile, la ressa fu tale che i piccoli palchi dovettero contenere fino a 8 persone. La protagonista fu applauditissima tanto che dopo lo spettacolo fu accompagnata a casa dal nobile Giuseppe de Manzoni, di cui era ospite, con un lussuoso cocchio trainato da 4 cavalli e preceduto dalla banda cittadina circondato da molte torce e seguito da un'enorme folla.

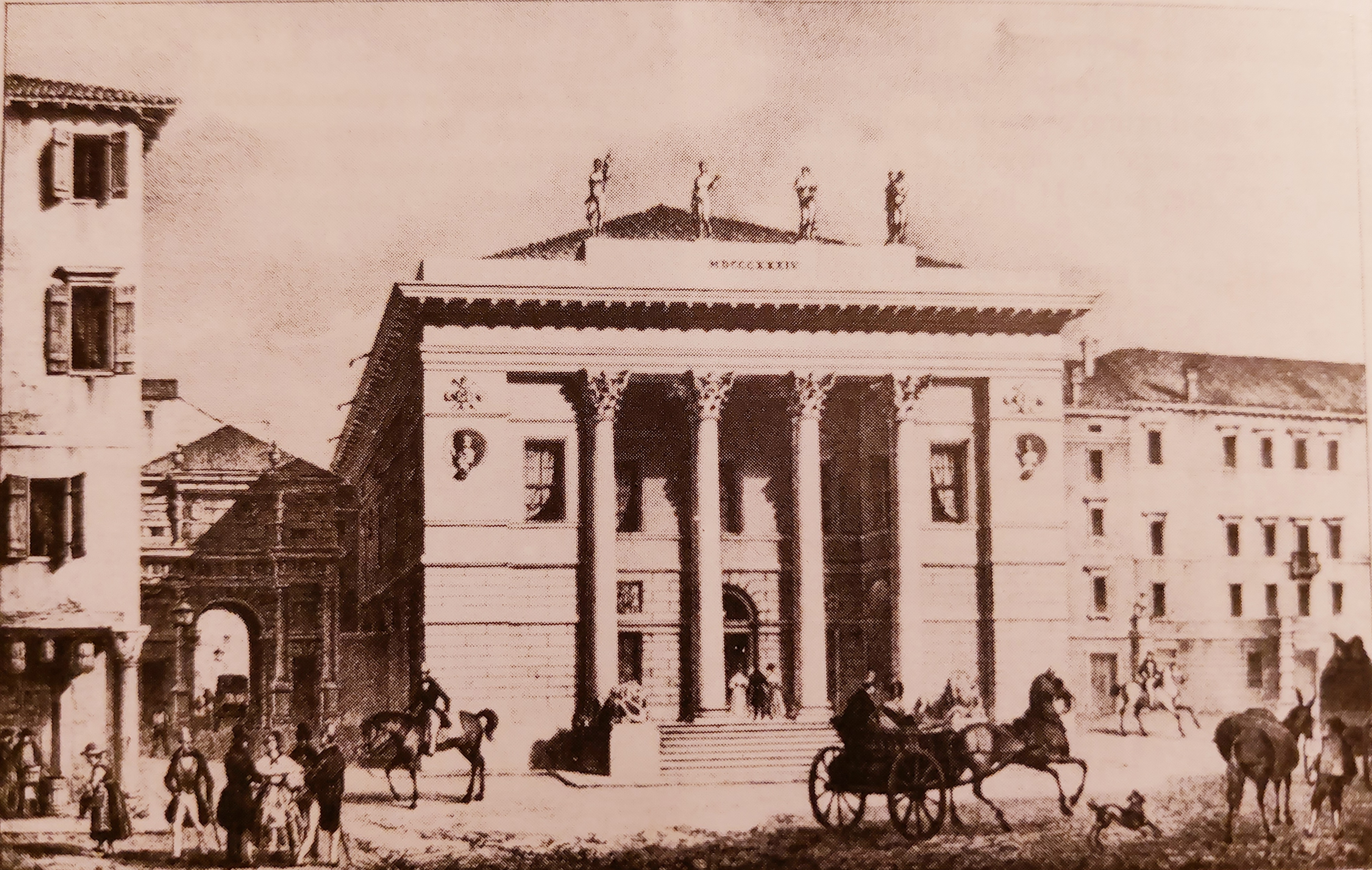
Giovanni Pividor. Stampa in occasione dell'inaugurazione del nuovo Teatro Sociale di Belluno (1835)

La decorazione del teatro venne affidata ad un altro artista allora famoso, Francesco Bagnara, responsabile degli allestimenti scenici del Teatro La Fenice di Venezia dal 1820 al 1839. Questi preparò anche la scena per la prima della Norma di Bellini, che il 26 settembre 1835 inaugurava una serie di attività teatrali più o meno fortunate, ma sicuramente centrali nel panorama culturale bellunese dell'Ottocento.
L'interno, realizzato su modello del classico  teatro all'italiana, presentava 91 palchi disposti su quattro ordini, per un totale di 750 posti a sedere, compresi i 300 in platea. La buca d'orchestra poteva ospitare fino a trenta musicisti durante le rappresentazioni liriche. Il sipario venne realizzato da Sebastiano Santi. L'atrio era ornato di 4 pitture su marmo e diversi busti, alcuni in marmo e altri in bronzo. Al primo piano, esattamente sopra l'atrio, si trovava il ridotto, di generose dimensioni, molto utilizzato per piccoli concerti da camera, ma anche come sala di conversazione e di gioco per la buona società.
All'esterno, di spiccato gusto neoclassico, i due leoni in pietra posti sui possenti blocchi ai lati della gradinata, raffiguranti la Poesia e la Musica, sono di Pietro Zandomeneghi (un tempo protetti durante l'inverno ed ora continuamente esposti alle intemperie). Per l’abbellimento ulteriore degli esterni furono riutilizzati alcuni busti bronzei e lapidei dei secoli XVI-XVII raffiguranti Rettori veneziani, che già ornavano la facciata della Caminada, mentre per l’attico furono acquistate quattro statue settecentesche con buona probabilità dello scultore Giacomo Cassetti, già collocate nel giardino di una villa veneta del Vicentino.
Tre giorni dopo l'inaugurazione, il 29 settembre, venne organizzata una sontuosa festa da ballo. Fin dall'inizio il teatro diventava così il contenitore ideale per i passatempi della buona società bellunese. L'inserimento di una struttura vistosa e importante fuori le mura della città, diede ulteriore importanza all'attigua Piazza Campitello, ormai diventata a tutti gli effetti il fulcro dello svago e della vita mondana e culturale cittadina. Durante il regime austriaco, le stagioni liriche si susseguirono con alterno successo fino al 1858 per riprendere dieci anni dopo, quando Belluno faceva ormai parte del Regno d'Italia. In gran parte la gestione del teatro era affidata alla presidenza, coadiuvata da un cassiere e un custode stipendiato, con compiti di vigilanza e di custodia dello stabile e del suo arredo.

### XIX secolo

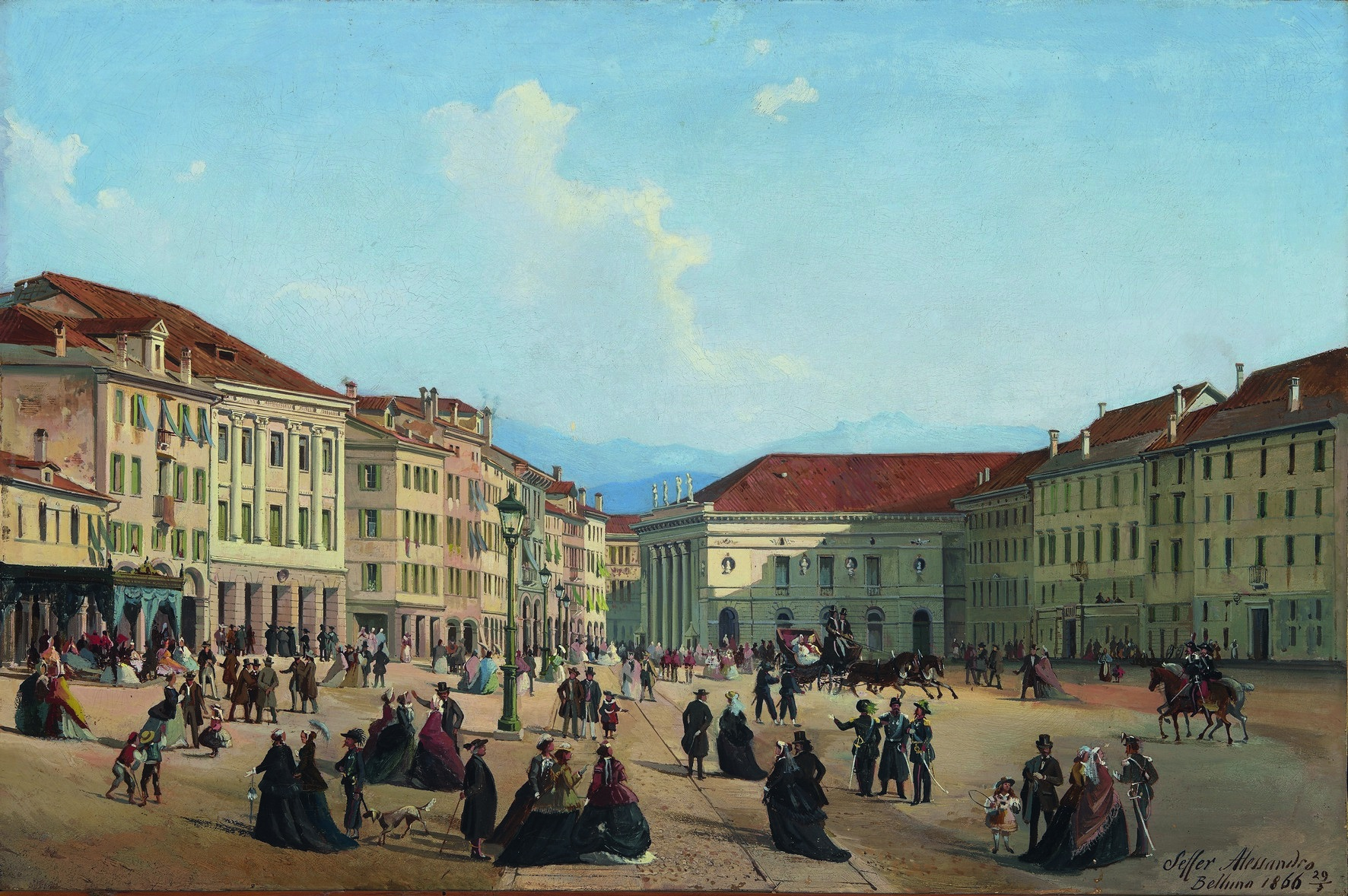
Belluno, veduta di Piazza Campitello in un dipinto del 1866 di Alessandro Seffer. Al centro della scena spicca l'imponente edificio del teatro

Le rappresentazioni operistiche costituivano uno dei maggiori appuntamenti annuali, e la fruibilità del teatro faceva lievitare molte iniziative locali sia nel campo filodrammatico che musicale. Il periodo d'oro fu dal 1850 al 1858, poi per un decennio il teatro rimase chiuso per lutti, guerre, colera. Dal 1868 fino al 1914 ogni anno fu organizzata una stagione lirica con opere di Bellini, Donizetti, Rossini e Verdi. Il teatro serviva inoltre per rilevanti iniziative pubbliche come incontri politici e comizi elettorali. Era inoltre lo sfondo per le manifestazioni pubbliche, quando nella piazza Vittorio Emanuele si addensava la gente e sulla gradinata si sistemavano le autorità. Un esempio memorabile, ad esempio, fu la cerimonia funebre per commemorare Garibaldi il 17 giugno 1882.
Un colpo duro al funzionamento del teatro fu senza dubbio inferto dal terremoto dell'Alpago del 1873 che provocò gravi danni alla città di Belluno. Crepe nel terreno si aprirono in Piazza Campitello e a Borgo Garibaldi; una parte della cattedrale crollò, così come l'antica Torre Civica e il Palazzo dei Vescovi, mentre altri edifici pubblici furono gravemente lesionati. Fortunatamente il teatro resse bene al sisma.
Scattò la solidarietà fra la popolazione, ma certo non fu facile per la misera economia locale superare questa emergenza. C'erano altre priorità da mettere nell'elenco dei restauri, cosicché l'edificio segusiniano tenne le porte sbarrate per tutto il 1874.
Via via l'attività riprese. Ulteriori restauri furono intrapresi nel 1886: le pitture e decorazioni furono assegnate a Francesco Bettio e Isidoro Sommavilla, le dorature ad Antonio Case sotto la direzione dell'ing. Giorgio Pagani Cesa.

### XX secolo

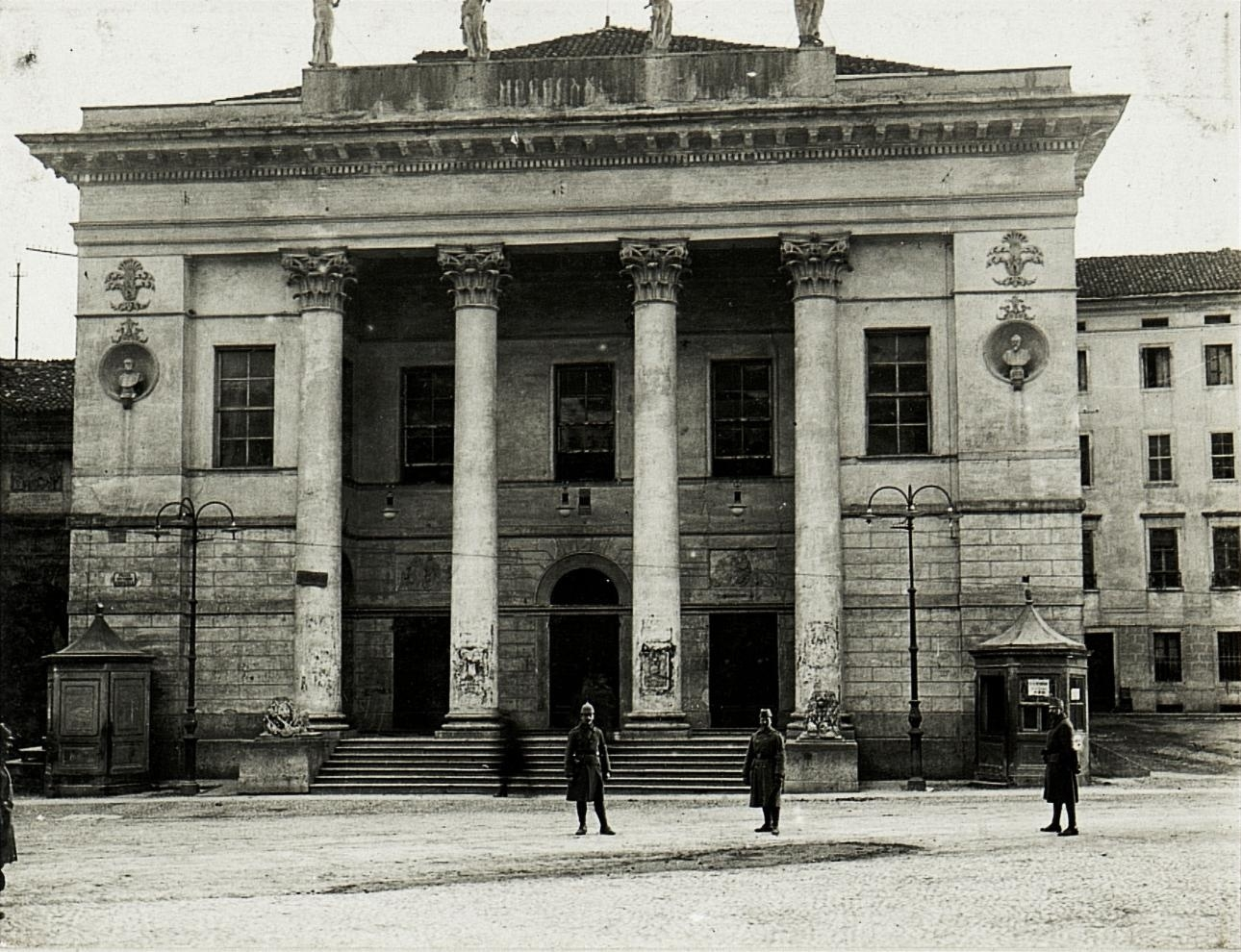
Il teatro convertito a deposito di munizioni, nel 1917

Nel teatro continuarono a susseguirsi le stagioni liriche, alternate ad incontri patriottici e politici. Nelle memorie storiche del teatro si annoverano due stagioni operistiche più ricche rispetto alle altre: si tratta di quelle degli anni 1911 e 1914; poi lo stabile, rimase chiuso durante la prima guerra mondiale e l'occupazione austriaca, venendo adibito a deposito di munizioni e vestiario. Riaprì le attività per il Carnevale del 1921, con l'operetta "Madama di Tebe" di Carlo Lombardo. Da allora, le rappresentazioni di opere e operette proseguirono, insieme a spettacoli di prosa. Durante il periodo fascista il teatro fu spesso usato per sottolineare i fasti del regime.
Il 18 luglio 1936 la società dei proprietari dei palchi venne sciolta a causa di gravi problemi finanziari, e affidò la proprietà e la gestione del teatro al Comune di Belluno. L'atto di cessione al Comune venne formalizzato il 24 maggio 1937.
Nel frattempo, il 18 ottobre 1936 si verificò un altro terremoto, meno grave di quello del 1873, ma sufficiente per danneggiare il palcoscenico e il loggione. Il teatro, limitando l'accesso alla platea e ai primi tre ordini di palchi, ebbe l'agibilità solo per proiezioni cinematografiche.
Durante la seconda guerra mondiale, il teatro, ormai comunale, fu nuovamente utilizzato come deposito di munizioni e vettovaglie per l'esercito, lasciando che l'edificio, già gravemente danneggiato, cadesse definitivamente in rovina. 
Le manifestazioni e gli spettacoli, persino sportivi, che si tennero nell'immediato dopoguerra preoccuparono le autorità locali, che ne decretarono la chiusura. 
Sorse un'associazione fra i cittadini che spinse in direzione di un completo rifacimento interno dello stabile. Il Comune accolse il progetto dell'ing. Emilio Bovio, predisposto già nel 1938, ed in base a questo progetto i lavori iniziarono nel marzo del 1948 per concludersi nel settembre dell'anno successivo. Il progetto prevedeva il totale rifacimento degli ambienti interni, la sostituzione dei quattro ordini di palchi a favore di due larghe gallerie, sorrette da colonne, e di un'ampia platea. 
L'originaria veste neoclassica esterna fu invece preservata.
La riapertura ufficiale del teatro avvenne il 30 ottobre 1949 con la rappresentazione de "La traviata" di Giuseppe Verdi.
Con l'avvento del cinema di massa, per gran parte del secondo dopoguerra fino agli anni Ottanta, il teatro fu usato molto spesso anche come cinematografo.
Ulteriori restauri si ebbero nel 1982, con il rifacimento degli intonaci esterni, e infine nel biennio 1991-1992 con la sostituzione degli arredi, ormai vetusti, ad opera dell’architetto bellunese Sergio Rigo. Furono rinnovate poltrone e tappezzerie, e rimodernata l'illuminazione della sala, dell'atrio e del foyer. L'inaugurazione del restaurato teatro si tenne il 1 maggio 1992, con l'esibizione dei Solisti Veneti diretti da Claudio Scimone, e la partecipazione del violinista Uto Ughi.
Dagli anni ottanta in poi il teatro ha abbandonato definitivamente la sua doppia funzione di teatro-cinematografo, tornando così ad essere esclusivamente sede di spettacoli, opere, concerti ed eventi pubblici di  grande importanza. Ogni anno dal 1972, proprio nel Teatro Buzzati, si svolge la cerimonia di consegna del Premio San Martino, la più importante onorificenza che la città di Belluno conferisce a cittadini particolarmente meritevoli.

### XXI secolo
Dal 2005 il teatro e le attività culturali che in esso si svolgono sono gestite dalla "Fondazione Teatri delle Dolomiti" che, col patrocinio del Comune di Belluno, programma, organizza e coordina gli eventi culturali del teatro, garantendo una ricca stagione di prosa, musica, lirica, danza e teatro per ragazzi.
Il teatro è inoltre la principale sede della Dolomiti Symphonia Orchestra, la più importante orchestra sinfonica di Belluno, fondata nel 1985 e diretta dal maestro Delio Cassetta.
Tra il 2022 e il 2023 l'amministrazione comunale, insieme a molte associazioni culturali locali e nazionali che si occupano di studiare, divulgare e valorizzare l'opera di Dino Buzzati, ha avviato le procedure per intitolare il teatro al celebre scrittore bellunese.
Il 7 novembre 2023, alla presenza dalle autorità cittadine, il teatro è stato così dedicato a uno dei più celebri figli della città di Belluno: lo scrittore, giornalista e drammaturgo Dino Buzzati.

## Descrizione

### Interno

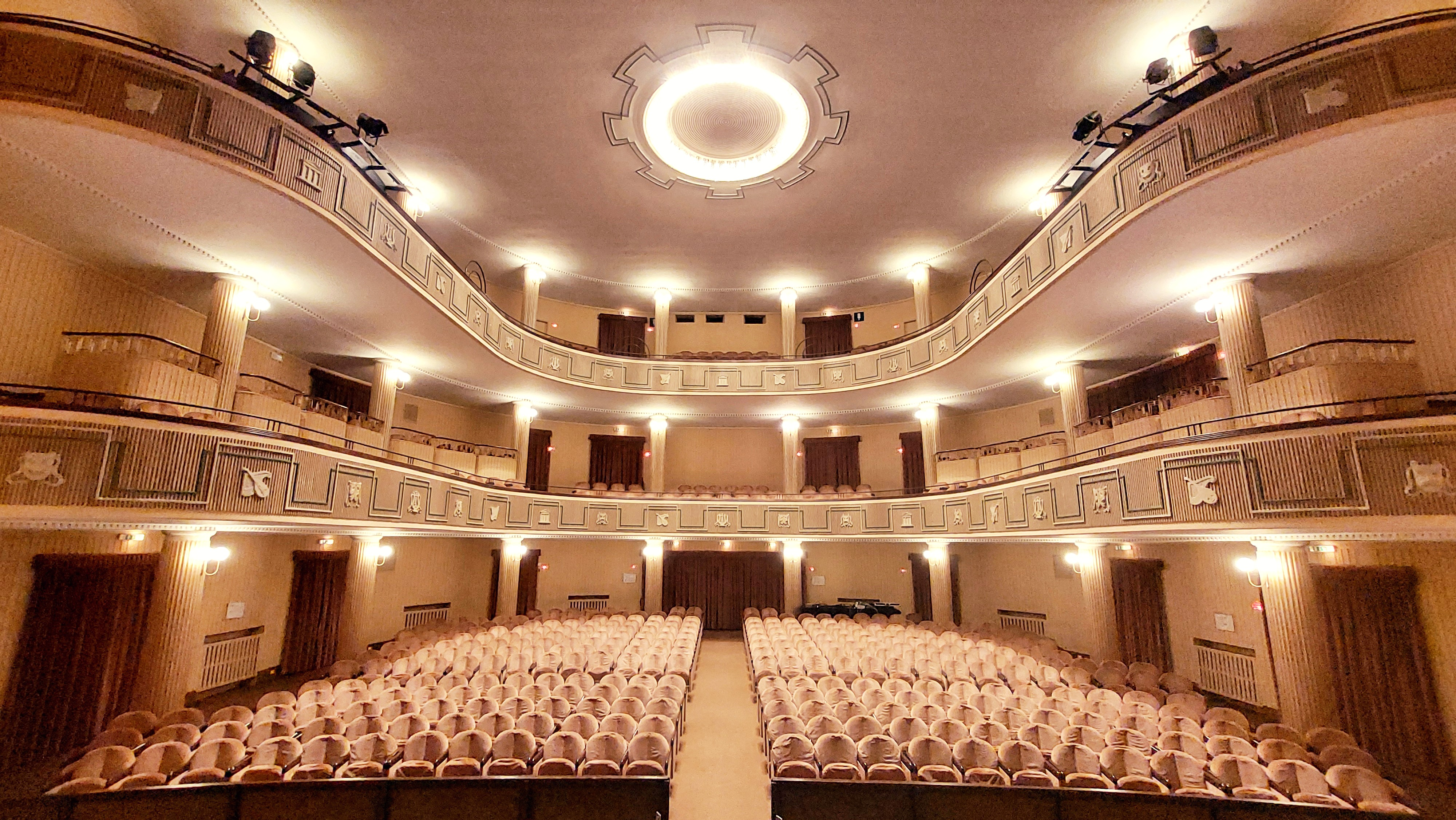
L'interno del teatro nella sua veste attuale

Il teatro venne originariamente concepito dal Segusini come un tipico teatro all'italiana, con 91 palchi disposti su quattro ordini per complessivi 750 posti (compresi i 300 in platea). In seguito al rifacimento degli interni nel 1948, i quattro ordini di palchi vennero sostituiti con due ampie gallerie a balconata, ciascuna sorretta da otto colonne in stile dorico. I fregi in gesso bianco che ornano il parapetto delle due balconate raffigurano le maschere del teatro greco, a simboleggiare la commedia e la tragedia, e vari strumenti musicali come la cetra, il liuto e il violino, a rappresentare invece la musica. Le pareti della sala sono color avorio, mentre le poltrone, il sipario e tutte le tappezzerie sono in velluto di color rosa cipria.
Attualmente, la capienza del teatro è di 350 posti in platea, 156 in prima galleria e 139 in loggione, per un totale di 645 posti a sedere. La sala è illuminata da un grande lampadario circolare "a rosone", posto al centro del soffitto.
Al di sopra dell'arco scenico è raffigurato il grande stemma dorato della Provincia di Belluno, fiancheggiato da due bianchi cavalli alati. Il palcoscenico presenta una larghezza di 20 metri, un'altezza di 11 metri e una profondità di 12 metri. La buca sottostante può arrivare ad ospitare un'orchestra di più di venticinque elementi.

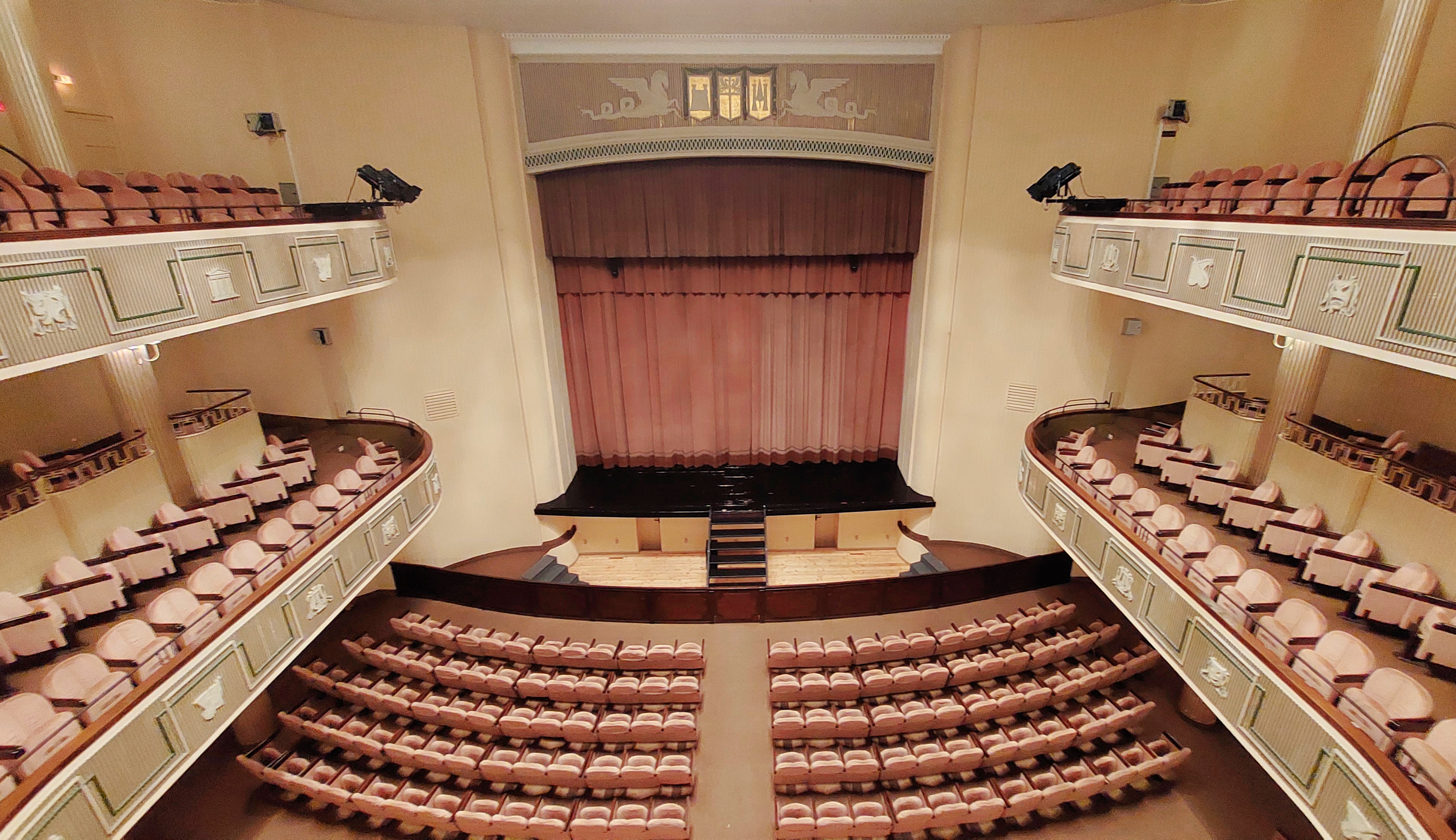
L'interno visto dal loggione

### Esterno
La facciata neoclassica è opera dell'architetto Giuseppe Segusini. È impostata su quattro imponenti colonne corinzie, reggenti la parte alta dell'edificio come fosse un grande architrave. Lo zoccolo di base è avanzato con una gradinata marmorea poco pronunciata ma che facilita l'approccio all'atrio, con una soluzione che richiama molte ville venete.

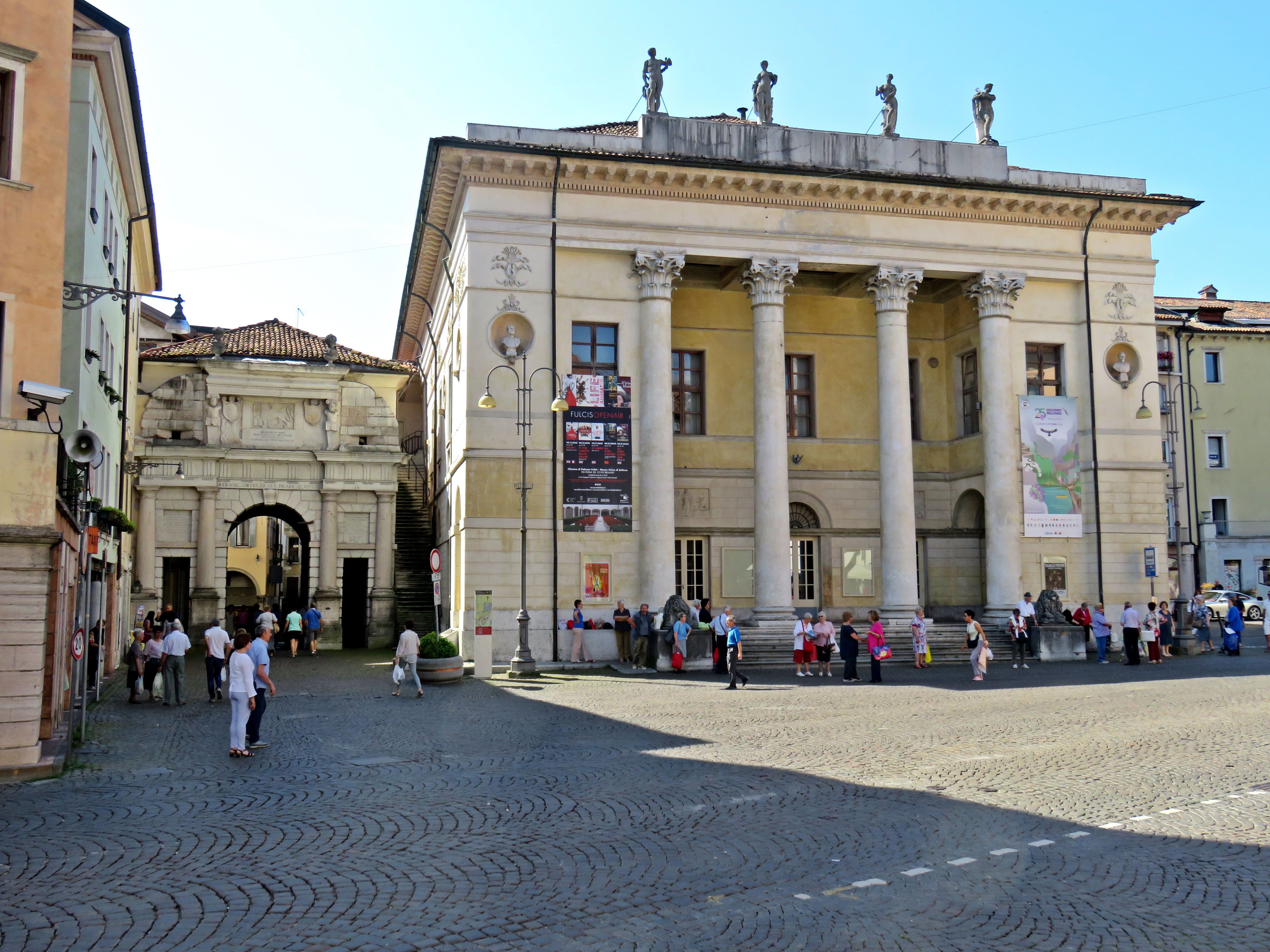
La facciata neoclassica. Sulla sinistra Porta Dojona

Ai due lati della gradinata sono poste le statue in pietra di due leoni accovacciati, uno raffigurato con una maschera tra le zampe e l'altro raffigurato con una cetra. Sono opera di Pietro Zandomeneghi, e rappresentano rispettivamente la Poesia e la Musica. Dello stesso scultore sono i bassorilievi di Orfeo ed Euridice nell'atrio. Le quattro statue dell'attico, evidente riferimento alla classicità antica, sono del Settecento e furono acquistate dai bellunesi dagli eredi di Antonio Canova. Con buona probabilità attribuibili allo scultore veneziano Cassetti Giacomo, già collocate nel giardino di una villa veneta del Vicentino, rappresentano Ercole, Diana, Adone ed Onfale. Nelle nicchie ovali presenti sulla facciata e sulle pareti laterali trovano posto i busti bronzei e marmorei di alcuni rettori veneti del XVI-XVII secolo, provenienti dalla Caminada, qui collocati per dar loro una adeguata sistemazione, e abbellire ulteriormente la facciata.